# Auto Fritze
Auto Fritze ist eine Familienserie aus den Anfängen der 1990er Jahre, die von der ARD gesendet wurde und deren Erstausstrahlung von Januar 1993 bis September 1994 erfolgte. Im Mittelpunkt stand die Geschichte um die Autowerkstatt Fritze und zwei unterschiedliche Brüder.

## Inhalt
In dieser Serie dreht sich alles ums Auto und das Familienleben der Fritzes. Otto Fritze, der ältere zweier Brüder, ist ein echter Oldtimer-Fan und schuftet sich Tag und Nacht in seiner Autoreparaturwerkstatt für die alten Wagen ab.
Sein Bruder Konrad hingegen, der einen eigenen Autosalon führt, bevorzugt Fahrzeuge mit luxuriöserer Ausstattung.
Um eines beneidet Konrad seinen älteren Bruder: Um dessen Frau Marianne, da sie „die Frau für alle Fälle“ seiner Meinung nach ist. Sie behält gewöhnlich als einzige den Überblick – in allen Situationen.
Aber so unterschiedlich die Fritzens auch sind, wenn es darauf ankommt, hält die Familie zusammen wie Pech und Schwefel. Dann ergänzen sich die ungleichen Brüder perfekt und bilden ein ausgesprochen erfolgreiches Team.

## Episodenliste

### 1. Staffel
1. Mit letzter Kraft
2. Lasst Blumen sprechen
3. So ein Tag...
4. Erna kommt
5. Probefahrt
6. Der Polin Reiz
7. Die Rose vom Prenzlberg
8. Weiberwirtschaft
9. Rosskur
10. Kinder, Kinder
11. Auf Kollisionskurs
12. Langer Samstag
13. Vatersorgen

### 2. Staffel
1. Zu Zweien ist man nicht allein
2. Urlaubszeit
3. Das Jubiläum
4. Freiräume
5. Die Rallye
6. Geschäft ist Geschäft
7. Moderne Zeiten
8. Selber groß
9. Schwarzer Peter
10. Wenn’s mal richtig dicke kommt
11. Auf dem Prüfstand
12. Die Wette gilt
13. Liebeskummer lohnt sich nicht